# Berit Glanz
Berit Glanz (* 1982 in Preetz) ist eine deutsche Schriftstellerin, Übersetzerin, Literaturwissenschaftlerin und Bloggerin.

## Leben
Berit Glanz studierte in München, Stockholm und Reykjavík. Seit 2010 ist sie wissenschaftliche Mitarbeiterin am Lehrstuhl für Neuere Skandinavische Literaturen der Universität Greifswald mit Forschungsschwerpunkt Medienwandel. Glanz arbeitet an einem Dissertationsprojekt zum Thema Kulturproduktion an der Peripherie. Prozesse der Raumsemantisierung im Norwegen und Island des 19. Jahrhunderts. Sie bloggt und war bis 2024 auf Twitter aktiv, zudem ist sie Mitgründerin des PEN Berlin.

## Schriftstellerische Tätigkeit
Im Juli 2019 veröffentlichte Glanz ihr Romandebüt Pixeltänzer beim Verlag Schöffling. Für eine Vorabveröffentlichung von Teilen des Romans wurde ihr 2017 der Literaturpreis und der Publikumspreis des Landes Mecklenburg-Vorpommern verliehen. In der Presse fand der Roman große Resonanz und wurde in vielen überregionalen Zeitungen positiv besprochen. Der Roman vereint zwei Handlungsebenen: Der eine Strang handelt im Berlin der Gegenwart von Elisabeth, genannt Beta, die in Start-ups arbeitet. Der andere Strang handelt von der expressionistischen Maskendesignerin und Ausdruckstänzerin Lavinia Schulz in den 1920er Jahren. Beide Stränge sind über eine anonyme Bekanntschaft verknüpft, einen aus Hamburg stammenden kalifornischen Software-Entwickler mit dem Pseudonym Toboggan. Ihn lernt Beta über eine App kennen, die beliebige User verbindet, um sich gegenseitig morgens wecken zu lassen. Die Kritik hat auf das Spiel mit intertextuellen Verweisen hingewiesen, etwa Anspielungen auf Briefromane wie bei Stifter und „Elemente der Verweis- und Kommentarsysteme des barocken Romans“ oder auf URLs, Quellcodes, Monkey-Tests und Bugs.
Die Frankfurter Rundschau veröffentlichte zum internationalen Frauentag 2019 eine dokufiktionale Kurzgeschichte von Berit Glanz über den Justizskandal von Memmingen im Zusammenhang mit den dortigen Abtreibungsprozessen.
Berit Glanz ist auch als Übersetzerin tätig und hat zwei Werke der norwegischen Dramatikerin Liv Heløe ins Deutsche übersetzt. Für das Theaterstück meet me erhielten die Autorin und Übersetzerin den 2. Preis des Jugendtheaterpreises Baden-Württemberg 2016.